# Corynesporopsis isabelicae
Corynesporopsis isabelicae är en svampart som beskrevs av Hol.-Jech. 1987. Corynesporopsis isabelicae ingår i släktet Corynesporopsis, divisionen sporsäcksvampar och riket svampar.   Inga underarter finns listade i Catalogue of Life.